# Marcel Detienne
Pour les articles homonymes, voir Detienne.
Marcel Detienne, né le 11 octobre 1935 à Liège en Belgique et mort dans la nuit du 20 au 21 mars 2019 à Nemours (Seine-et-Marne), est un universitaire belge. Helléniste et anthropologue comparatiste, il est spécialiste notamment de la parole et de l'autochtonie dans la Grèce ancienne.

## Biographie
Marcel Detienne est diplômé en philologie classique de l'université de Liège. Il y devient assistant en histoire de la philosophie. Il vient à Paris au début des années soixante et y suit les cours de Louis Gernet à l'École pratique des hautes études ; il y rencontre Jean-Pierre Vernant. À partir de 1964, il codirige le Centre de recherches comparées sur les sociétés anciennes à l'EPHE. En 1965, il soutient sa thèse de doctorat à l'Université de Liège.
En 1975, il est nommé directeur d'études en sciences religieuses à l'EPHE (chaire des religions de la Grèce antique, jusqu'en 1998) et il préside un groupe de recherche du CNRS, « Histoire et anthropologie, approches comparatives », jusqu'en 1996.
En 1992, il devient directeur du Centre Louis-Marin d'études comparatives de l'université Johns-Hopkins à Baltimore. Ses séminaires à l'université de Liège (2002-2003, comme titulaire de la chaire Francqui interuniversitaire à titre étranger), ont porté sur « les dieux du politique dans les cités grecques ».
Dans les années 2009-2010, il contribue avec plusieurs de ses collègues (Gérard Noiriel, Françoise Héritier, Emmanuel Terray, entre autres) au débat sur l'identité nationale, participant notamment au film Ulysse clandestin de Thomas Lacoste (2010). Marcel Detienne est professeur émérite de l'université Johns-Hopkins et directeur d'études honoraire de l'EPHE.
Il a été membre du Comité de vigilance face aux usages publics de l'histoire.
Giulia Sissa, rencontrée à Pavie en 1977, fut sa deuxième épouse.

## Œuvres
- Homère, Hésiode et Pythagore. Poésie et philosophie dans le pythagorisme ancien, Avant-propos de P. Boyancé, Bruxelles, Latomus, 1962.
- De la pensée religieuse à la pensée philosophique. La notion de Daïmôn dans le pythagorisme ancien , Bibliothèque de la Faculté de Philosophie et Lettres de l'Université de Liège, Préface de J.P. Vernant, Paris, Belles Lettres, 1963.
- Les Maîtres de vérité dans la Grèce archaïque, Paris, Maspero, 1967 (Presses Pocket, coll. Agora, 1994).
- Les Jardins d'Adonis, Paris, Gallimard, 1972[12] (édition revue et corrigée avec une postface : Paris, Gallimard, 1989).
- Jean-Pierre Vernant et Marcel Detienne, La Cuisine du sacrifice en pays grec, Paris, Gallimard, coll. « Bibliothèque des Histoires », 1979, 336 p. (ISBN 978-2-07-028655-3)
- L'Invention de la mythologie, Paris, Gallimard, 1981.
- Les Savoirs de l’écriture en Grèce ancienne, Marcel Detienne et coll., Lyon, PUL, 1988.
- Les Ruses de l'intelligence. La métis chez les Grecs, en collaboration avec Jean-Pierre Vernant, Paris, Flammarion, 1989.
- La Vie quotidienne des dieux grecs, Paris, Hachette, 1989.
- Dieux grecs, en collaboration avec Giulia Sissa, Paris, Hachette Litterature, 1989.
- L'Écriture d'Orphée, Paris, Gallimard, 1989.
- Les Dieux d'Orphée, Paris, Éditions Gallimard, coll. « Folio Histoire », 2007 (1re éd. 1989), 240 p. (ISBN 978-2-07-034182-5), p. 174.
- Dionysos à ciel ouvert, Paris, Hachette, coll. Pluriel, 1990.
- Transcrire les mythologies, Paris, Éditions Albin Michel, 1994.
- La Déesse parole : quatre figures de la langue des dieux, sous la dir. de M. Detienne et G. Hamonic, Paris, Flammarion, 1994.
- Dionysos mis à mort, Paris, Gallimard, 1996.
- Apollon le couteau à la main, Paris, Gallimard, 1998 (rééd. coll. Tel, no 365, 2009).
- Comparer l'incomparable, Paris, Le Seuil, 2000 (nouvelle édition augmentée d'une préface : coll. Points, 2009).
- Comment être autochtone ?, Paris, Le Seuil, 2003.
- Qui veut prendre la parole ?, Paris, Le Seuil, 2003.
- Les Dieux d'Orphée, Paris, Gallimard, 2007.
- Les Grecs et nous, Paris, Perrin, 2005 (coll. Tempus, 2009).
- L'Identité nationale, une énigme, Paris, Gallimard, coll. Folio Histoire, no 177, 2010.

## Prix
- Prix Amic 1980 de l'Académie française[13].

## Filmographie
- 2010 : Ulysse clandestin de Thomas Lacoste.